# Macromonas bipunctata
Macromonas bipunctata es una bacteria gramnegativa del género Macromonas. Fue descrita en el año 1989. Su etimología hace referencia a dos puntas. Es aerobia y móvil por flagelos polares. Tiene un tamaño de 2,2-4 μm de ancho por 3,3-6,5 μm de largo. Forma colonias no pigmentadas. Temperatura óptima de crecimiento de 28 °C. Se encuentra en ambientes de agua dulce. 